# Pine River (condado de Waushara)
Pine River es un lugar designado por el censo (en inglés, census-designated place, CDP) ubicado en el condado de Waushara, Wisconsin, Estados Unidos. Según el censo de 2020, tiene una población de 144 habitantes.
Es la sede del municipio de Leon (en inglés, Leon Town). 

## Geografía
La localidad está ubicada en las coordenadas 44°8′55″N 89°4′33″O / 44.14861, -89.07583 (44.148598, -89.075882). Según la Oficina del Censo de los Estados Unidos, Pine River tiene una superficie total de 3.07 km², de la cual 3.03 km² corresponden a tierra firme y 0.04 km² es agua.

## Demografía
Según el censo de 2020, hay 144 personas residiendo en Pine River. La densidad de población es de 48 hab./km². El 90.97% de los habitantes son blancos, el 0.69% es afroamericano, el 0.69% es asiático, el 1.39% son de otras razas y el 6.25% son de una mezcla de razas. Del total de la población, el 2.08% son hispanos o latinos de cualquier raza.